# Schönbuchturm
Der Schönbuchturm ist ein 35 m hoher Aussichtsturm auf dem im westlichen Schönbuch gelegenen Stellberg nordöstlich von Herrenberg im baden-württembergischen Landkreis Böblingen. Der Turm wird getragen von acht sich kelchartig aufspreizenden Masten aus verleimtem, heimischem Lärchenholz, die durch drei Aussichtsplattformen auf 10, 20 und 30 Metern Höhe unterbrochen sind. Die Masten sind durch ein Stahlseilnetz zum Fundament verspannt. Die Plattformen sind über zwei wendelförmige Stahltreppen zu erreichen.
Die Aussicht umfasst die Ebenen von Hecken- und Korngäu, große Teile des Schönbuchs, die Schwäbische Alb sowie den Schwarzwald. Er ist ein touristischer Anziehungspunkt des Landkreises. Die Zahl der Besucher im ersten Jahr seit der Eröffnung im Juni 2018 wird auf 300.000 geschätzt.

## Geschichte

### Planung
Die Idee für einen Aussichtsturm im Schönbuch entstand in einem Workshop des „Zukunftskreises 2020“, einem Gremium, dem die Fraktionsvorsitzenden des Kreistags sowie die Verwaltungsspitze des Landratsamtes Böblingen angehörten. Bei der Standortsuche spielten die Aussicht, die Sichtbarkeit, ökologische Aspekte, die vorhandene Infrastruktur sowie die Erreichbarkeit eine Rolle, zudem sollte letztere auch mit öffentlichen Verkehrsmitteln gegeben sein. Ungefähr zehn Standorte standen zur Wahl, darunter auch der Bromberg, die höchste Erhebung des Schönbuchs. Der Stellberg erweise sich als besonders geeigneter Standort, vor allem, da der Turm weithin sichtbar wäre; zudem war die Umgebung dieses Standorts bereits zum damaligen Zeitpunkt touristisch gut erschlossen. Während des Wintersemesters 2014/2015 nahmen Studierende der Hochschule für Technik Stuttgart an einem Ideenwettbewerb teil und fertigten zehn Turmmodelle an, von denen drei ausgezeichnet wurden. Anschließend wurde das Ingenieurbüro schlaich bergermann partner (sbp) mit der Entwurfsplanung beauftragt. Dabei wurden weitere Varianten ausgearbeitet, von denen schließlich eine ausgewählt wurde.
Im Mai 2017 wurde das Baugesuch eingereicht, die Bruttobaukosten wurden auf rund eine Million Euro geschätzt. Nach öffentlicher Ausschreibung der Bauleistungen forderten 12 Firmen das Leistungsverzeichnis an, eingereicht wurden aber nur zwei Angebote, die beide rund 50 % über der ursprünglichen Kostenschätzung lagen. Als Grund für die höheren Kosten galt die Besonderheit des Projekts und zudem, dass die wenigen Firmen, die ein solches Projekt umsetzen konnten, gut ausgelastet waren. Im Juli 2017 entschied der Kreistag, den Turm zu bauen; beauftragt wurde die Firma Stahlbau Urfer aus Remseck. Die Finanzierung des Projekts war trotz der Kostensteigerung gesichert, da das Interesse und die Spendenbereitschaft bei vielen Firmen, Stiftungen und Privatpersonen groß war; einige Unternehmen stellten auch in Aussicht, Sachleistungen unentgeltlich zu erbringen.

### Bau

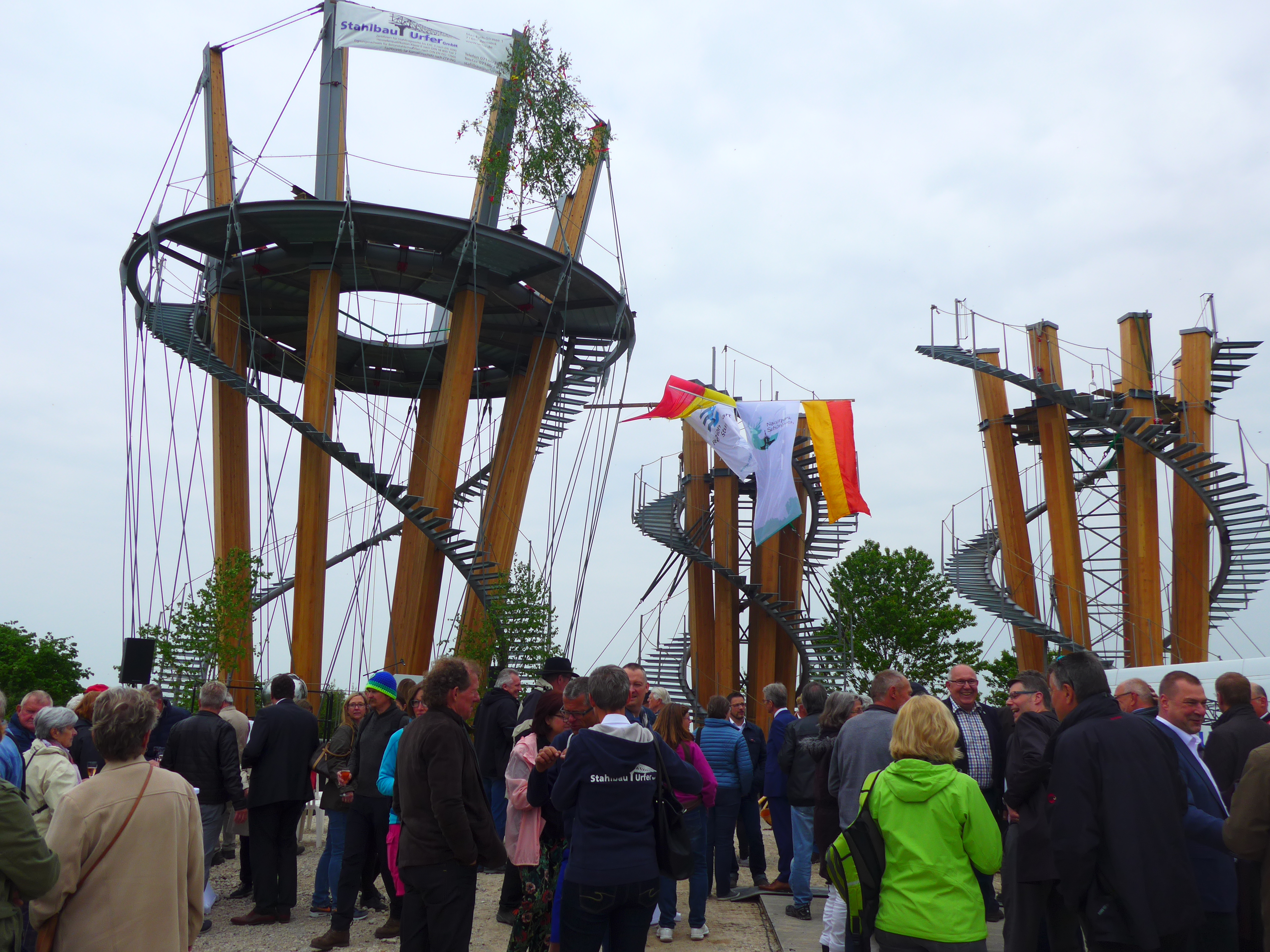
Die drei Segmente des Turms während des Richtfests im Mai 2018

Am 8. September 2017 wurde die Baugenehmigung erteilt und am 20. des Monats erfolgte der Spatenstich. Im Dezember 2017 wurde das Fundament fertiggestellt und die Baugrube wieder verfüllt. Das Lärchenkernholz für die Stützen wurde ebenfalls noch im Dezember gesägt und getrocknet, etwa 400 Festmeter Holz waren im Monat zuvor im Schönbuch dafür geschlagen worden. Anfang 2018 wurde das Holz zu den Brettschichtholz-Stützen weiterverarbeitet und verleimt. Im März 2018 begannen die Hochbauarbeiten auf dem Stellberg, dabei wurde zunächst das mittlere der drei Segmente direkt neben dem Fundament des Turms provisorisch montiert, anschließend daneben das oberste Segment und schließlich das unterste Segment, dieses im Gegensatz zu den beiden anderen direkt an der endgültigen Position. Noch vor der Zusammensetzung der drei Segmente fand am 3. Mai 2018 das Richtfest statt, und es wurde eine „Zeitkapsel“ am obersten Segment verankert. Vier Tage später erfolgte der sogenannte „Big Lift“, bei dem die drei Segmente mithilfe eines Schwerlastkrans aufeinander gesetzt wurden.

### Seit Eröffnung
Die Eröffnung des Turms fand am 9. Juni 2018 statt. Landrat Roland Bernhard, der Herrenberger Oberbürgermeister Thomas Sprißler, der Vorsitzende des Verbands Region Stuttgart Thomas Bopp sowie der Werkleiter des Mercedes-Benz Werks Sindelfingen Michael Bauer erstiegen als erste offizielle Besucher die drei Plattformen des Turms.
Die Baukosten des Turms beliefen sich auf knapp 1,47 Millionen Euro. Diese konnten bis auf 100.000 Euro durch Spenden, Sponsoren und Zuschüsse finanziert werden. Hinzu kamen noch etwa 150.000 Euro für neue Wege und zusätzliche Parkplätze. Ein Teil der Spenden wurde über den Verkauf der Patenschaft für die 348 Treppenstufen erzielt; dabei konnte der Stufenspender seinen Namen oder eine Widmung an „seiner“ Stufe anbringen lassen. Da noch weitere Spenden und Sponsoreneinnahmen erwartet werden, muss der Landkreis somit weniger als die Hälfte der erwarteten halben Million Euro zuschießen.
Die Zahl der Besucher während des ersten Jahres wurde auf 300.000 geschätzt, was durchschnittlich etwa 25.000 Besuchern pro Monat entspricht. Dies übertrifft die Erwartungen bei Weitem, man hatte mit etwa 25.000 Besuchern im Jahr gerechnet.

## Lage und Umgebung

### Geografie
Der Schönbuchturm befindet sich auf dem Hochplateau des 580,33 m ü. NN hohen Stellbergs am westlichen Schönbuchtrauf im Herrenberger Forst, der Teil des Naturpark Schönbuchs ist. Der Stellberg liegt auf der Markung von Herrenberg, etwa 3 km nordöstlich vom Zentrum dieser Stadt. Er ist nach dem Bromberg (583,6 m ü. NN) die zweithöchste Erhebung des Schönbuchs, allerdings ist er im Gegensatz zu letzterem nicht natürlich entstanden. Am Ort des Stellbergs befand sich früher ein Sandsteinbruch, der etwa ab den 1950er-Jahren als Mülldeponie genutzt wurde. Ab Mitte der 1970er-Jahre wurde diese mit Erde verfüllt, in den 1990er-Jahren wurden Rekultivierungsmaßnahmen durchgeführt, um ihn als Aussichtspunkt zu gestalten.

### Erschließung
Unmittelbar südlich des Stellbergs verläuft die Landesstraße 1184, die Herrenberg mit Hildrizhausen verbindet. An dieser Straße befinden sich etwa 400 Meter südwestlich des Stellbergs Parkplätze, von denen ein barrierefreier Zugang zum Schönbuchturm eingerichtet wurde. Beiderseits dieses Weges stehen Informationstafeln mit Daten und Erläuterungen zum Aussichtsturm. In unmittelbarer Nähe dieser Parkplätze befinden sich außerdem das Naturfreundehaus der Ortsgruppe Herrenberg sowie der Waldfriedhof. Mit dem Hauptwanderweg 5 des Schwäbischen Albvereins und dem Martinusweg führen zwei Fernwanderwege direkt am Schönbuchturm vorbei.
Etwa einen Kilometer westlich des Turms unterquert die Bundesautobahn 81 im Schönbuchtunnel den Alten Rain, einen westlichen Ausläufer des Schönbuchs. Bei Zufahrt zum Nordportal des Tunnels ist der Schönbuchturm weithin sichtbar. Etwas mehr als einen Kilometer westlich des Schönbuchturms befindet sich auf dem Alten Rain ein Funkturm, der von der Autobahn im Gegensatz zum Schönbuchturm auch von Süden gut zu sehen ist. Von der Bahnstrecke Stuttgart–Horb ist der Schönbuchturm zwischen Gärtringen und Bondorf über weite Streckenabschnitte gut zu sehen.

### Aussicht
Die Ebenen von Hecken- und Korngäu im Westen und Norden, der Schönbuch im Osten sowie der Albtrauf von Osten bis Süden dominieren das Panorama vom Schönbuchturm. Von Südwesten bis Nordwesten erstreckt sich der Schwarzwald am Horizont. Im Norden sieht man die eher unauffälligen Erhebungen des Glemswalds, im Nordosten überblickt man Teile der Filderebene, recht deutlich sieht man den 26 Kilometer entfernten Stuttgarter Fernsehturm auf dem Bopser.
Das Panorama umfasst nahezu den gesamten Albtrauf vom Rosenstein im Ostalbkreis bis zum Lemberg im Landkreis Tuttlingen, mit 1015 m der höchste Berg der Schwäbischen Alb. Relativ leicht zu erkennende Berge des Albtraufs sind im Südosten der Roßberg mit dem Roßbergturm oberhalb von Gomaringen sowie etwa im Süden der Plettenberg mit dem Fernmeldeturm auf dem Nordgipfel. Zwischen der Alb und den sich im Südwesten anschließenden Bergen des Schwarzwalds ragt ziemlich genau Richtung Südsüdwest der obere Teil des Thyssenkrupp-Testturms in Rottweil hinter der Hügellandschaft des Kleinen Heubergs auf.
Bei sehr guter Sicht können im Südwesten mit dem Seebuck, dem Baldenweger Buck und dem Feldberg die höchsten Berge des Schwarzwalds ausgemacht werden. Der Feldberg stellt mit einer Entfernung von 105 Kilometern auch den am weitesten vom Schönbuchturm aus zu sehenden Punkt dar. Etwas weniger gute Sichtverhältnisse erfordert der höchste Berg des Nordschwarzwalds, die 52 Kilometer entfernte Hornisgrinde befindet sich genau im Westen. Auffällig ist noch im Nordwesten der Sendeturm auf der Langenbrander Höhe. Über der sich im Norden anschließenden Landschaft des Hecklengäus zeigt sich knapp der etwa 97 Kilometer entfernte Katzenbuckel, der höchste Berg des Odenwalds, was jedoch mit bloßem Auge nicht zu erkennen ist.
Die Innenstadt von Herrenberg ist vom Turm allerdings nicht zu sehen, da die Sicht vom Alten Rain im Westen verstellt wird. Auch das Ammertal im Süden ist wegen der recht hohen Traufkante des südlichen Schönbuchs vom Turm aus nicht zu sehen, erst das mehr als 13 Kilometer entfernte Rottenburg am Neckar befindet sich im Blickfeld. Nach Norden hingegen sind die nahegelegenen Ortschaften der Gäuebene Gärtringen und Ehningen vollständig zu überblicken.

## Baubeschreibung

### Tragwerkskonzept
Das grundlegende Konzept des Tragwerks des Schönbuchturms ähnelt dem des Killesbergturms, der ebenfalls von sbp entworfen wurde. Der Bauherr wünschte eine ähnliche Konstruktion, insbesondere legte er Wert auf ein offenes, auf das Wesentliche reduziertes Tragwerk, das während der Besteigung auf jeder Höhe einen Blick in die Umgebung zulässt.
Statt einer zentralen Stahlstütze beim Killesbergturm übernehmen beim Schönbuchturm 8 Stützen aus Lärchenholz die Last des Turms. Diese sind kreisförmig angeordnet und streben ausgehend von einem Sockel mit knapp zwei Metern Durchmesser kelchartig nach außen, oben werden sie durch einen Zugring zusammengehalten. Dieses System von Stützen muss wie die zentrale Stütze des Vorbilds nach außen durch Seile abgespannt werden, um stabil zu stehen. Neben der statischen Stabilisierung nehmen die Seile auch horizontale Kräfte auf, die vor allem durch Wind verursacht werden. Die drei Plattformen sind sowohl an den Stützen als auch an den Seilen verankert.

### Fundament
Anfangs hatte man eine Tiefgründung mit Bohrpfählen in Erwägung gezogen, weil es sich beim Stellberg um eine frühere Erd- und Mülldeponie handelt. Man hielt aber das Risiko für zu groß, dass die Durchdringung dieser Altlasten Prozesse in Gang setzen könnte, die die Stabilität des Berges beeinträchtigen. Die stattdessen verwendete Flachgründung besteht aus einem Sockelfundament von etwa zwei Metern Durchmesser, auf dem die Holzstützen stehen. Umschlossen wird dieses von einem Stahlbetonring mit 13 Metern Durchmesser, der die Verankerungen der zur Abspannung dienenden Stahlseile aufnimmt. Sockel- und Ringfundament sind durch in der Form eines Kreuzes angeordnete Zerrbalken aus massivem Stahlbeton miteinander verbunden. Somit werden die Zugkräfte der Stahlseile und die Druckkräfte der Stützen sozusagen kurzgeschlossen. Dies bewirkt, dass die Kräfte der Vorspannung in der Konstruktion bleiben und der Untergrund verteilt über die gesamte Fläche des Fundaments lediglich das Gewicht des Turms tragen muss.
Da bei Wiederauffüllung der für das Fundament ausgehobenen Baugrube sehr leichter Schaumglasschotter verwendet wurde,  konnten die 110 t des Turms sowie die 400 t des Fundaments kompensiert werden, womit die Gesamtlast, die der Berg tragen muss, ungefähr gleich geblieben ist. Dies verringert die Gefahr einer Setzung des Untergrunds.

### Stützkonstruktion

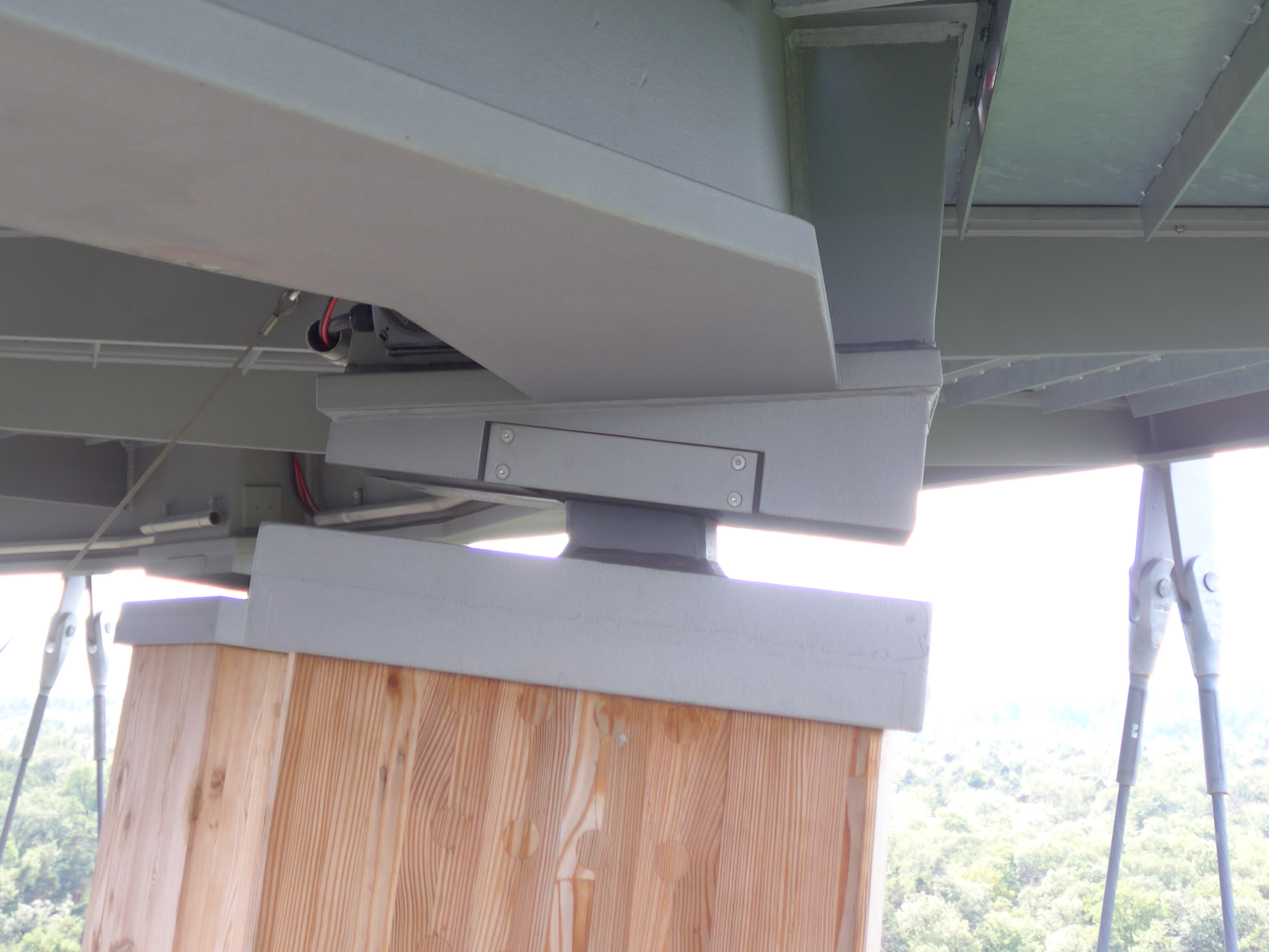
Stütze mit Dorn und Aufnahmeblock mit Mechanik für Stützentausch.

Das Lärchenkernholz aus dem Schönbuch wurde zu 24 Brettschichtholz-Stützen verleimt. Diese haben jeweils eine Länge von 10 Metern und einen Querschnitt von 45 × 50 Zentimetern. Auf einen Holzschutz wurde verzichtet, damit durch Risse eindringendes Wasser wieder austrocknen kann, lediglich das Stirnholz wird durch Tropfbleche geschützt. Je drei dieser Stützen bilden einen der acht Masten, wozu diese auf Höhe der Plattformen über Kopplungsknoten verbunden werden. Dorne an den Stahlanschlussplatten dienen hierbei als Lagesicherung. Bei den Kopplungen auf Höhe der Plattformen stehen die Stützen nicht direkt aufeinander, sondern sind durch einen horizontalen Ringträger unterbrochen. Diese stählernen Ringträger sind so dimensioniert, dass sie im Falle des Austauschs einer Stütze die Last der oben anschließenden Stütze verteilen können. Um den Stützenaustausch zu ermöglichen, gibt es zudem einen speziellen Mechanismus an den die Dorne aufnehmenden Stahlblöcken.
Die oberhalb der obersten Plattform aufgesetzten Stützenteile sind im Gegensatz zu den unteren Teilen der Masten aus Stahlprofilen aufgebaut, weil diese nicht ohne Hilfskonstruktionen ausgetauscht werden könnten. Um eine einheitliche Optik zu gewährleisten, wurden die Stahlprofile mit Holzverkleidungen versehen. An den Mastspitzen übernehmen statt eines Ringträgers je zwei Stahlseile die Querverspannung der Masten.

### Abspannseile
Das grob eine Hyperboloidform bildende Stahlseilnetz ist an 16 Punkten am Betonfundament verankert. Verwendet wurden galfanverzinkte Stahlseile mit einem Durchmesser von 28 Millimetern. Insgesamt 32 Abspannseile mit einer Länge von ungefähr 30 Metern verlaufen vom Boden zur oberen Plattform und sind zudem an der unteren und mittleren Plattform verankert. Die Vorspannung am Fundament beträgt 160 Kilonewton pro Seil. Durch Anpassung der Vorspannung können gegebenenfalls zukünftige ungleichmäßige Setzungen des Untergrunds bis zu 80 Millimetern ausgeglichen werden. An allen Ankerpunkten sind jeweils zwei dieser Seile befestigt. Von den 16 Ankerpunkten an der obersten Plattform laufen 16 weitere, je ungefähr 4,5 Meter lange Seile zu den 8 Mastspitzen.  Zusammen mit den 16 Seilen, die den oberen Zugring bilden, ergibt sich eine gesamte Seillänge von ungefähr 1,1 Kilometern.

### Plattformen

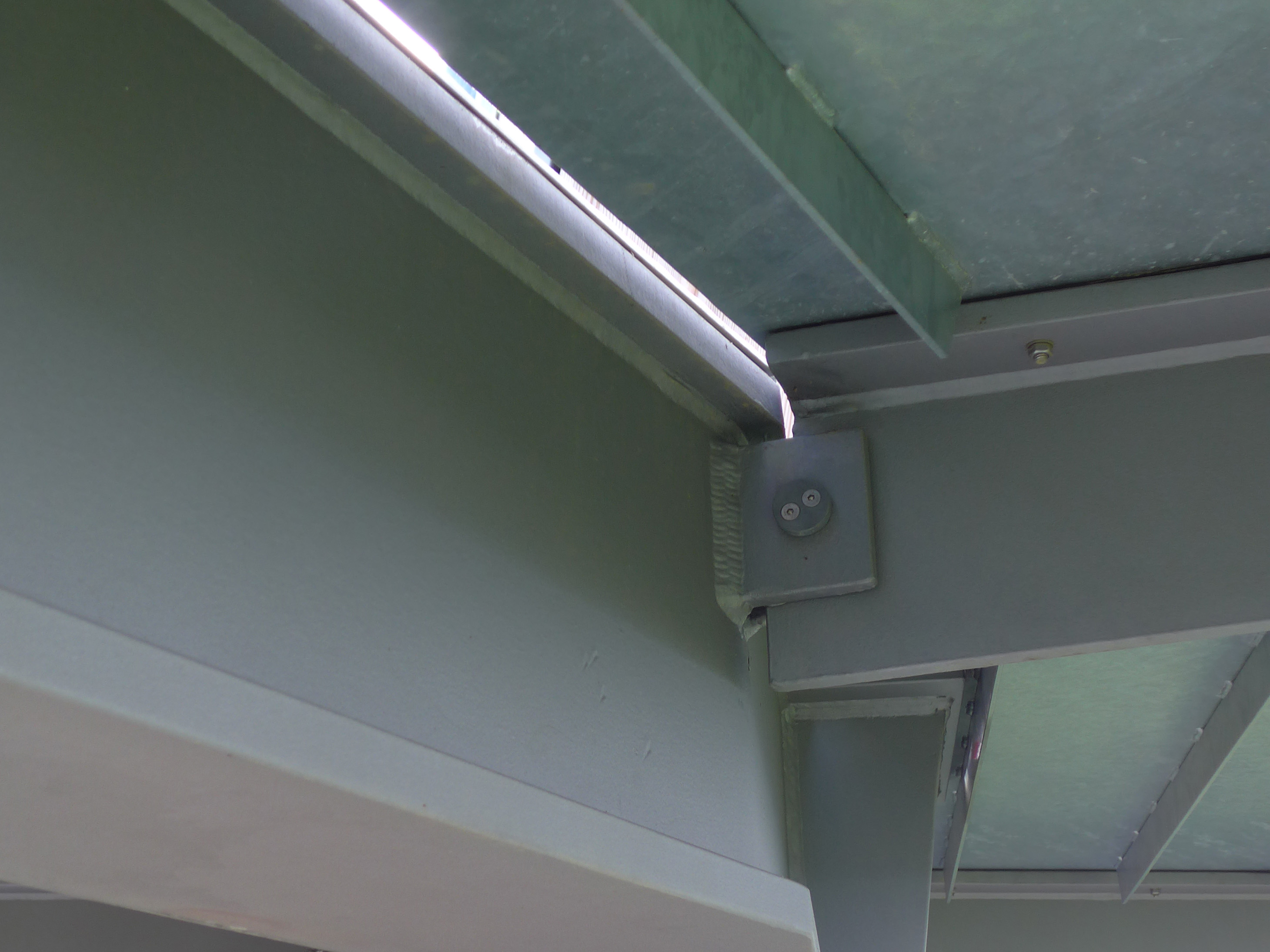
Anschlussgelenk des Radialträgers der obersten Plattform an den Ringträger.

Auf 10, 20 und 30 Meter Höhe befinden sich die ringförmigen Stahlplattformen. Die beiden unteren sind annähernd gleich groß, die Außendurchmesser betragen etwa 9 Meter bei der unteren und 8,70 Meter bei der mittleren. Die oberste Plattform ist mit einem Außendurchmesser von etwa 12 Metern deutlich größer. Der Durchmesser der inneren Aussparung beträgt 2,4 Meter bei der unteren, 3,0 Meter bei der mittleren und 3,6 Meter bei der obersten Plattform.
Die Plattformen sind über die Ringträger an den Stützen und über Plattformrandträger an den Abspannseilen befestigt. Da die Lage der Plattformrandträger dadurch im Vergleich zu der der Ringträgern variabler ist, sind die Radialträger der Plattformen zur Vermeidung von Zwangspannungen gelenkig mit den Ringträgern verbunden. Bei Montage des Turms mussten zudem die Randträger in einer höheren Ausgangslage montiert werden, damit sie sich nach der späteren Vorspannung der Abspannseile in der korrekten Endlage befanden, die eine Entwässerung der Plattformen sicherstellt.

### Treppen
Bis zur obersten Plattform des Turms führen zwei getrennte Stahltreppen, von denen eine für den Aufgang, die andere für den Abgang vorgesehen ist. Die je 174 Stufen der Auf- und Abgänge bilden eine doppelläufige Wendeltreppe, wobei sich der Radius entsprechend dem Neigungswinkel der Masten nach oben hin vergrößert. Um Zwangskräfte bei Bewegungen des Turms zu vermeiden, sind die Treppen ausschließlich an den Stützen befestigt und nicht an den Plattformen fixiert. Die exakte Form der Treppe ergibt sich aus der Lage der Masten und den Regeln der Treppensteigung, die ein komfortables, gleichmäßiges Steigungsverhältnis der Stufen sicherstellen.

### Montagekonzept
Das Montagekonzept wurde von der Firma Stahlbau Urfer entwickelt, die als Generalunternehmer während der Bauphase fungierte. Es sah vor, den Turm in drei Segmenten zu montieren. Zunächst wurden hierzu die oberen beiden Segmente auf dem Stellberg nahe dem eigentlichen Standort montiert und mit Hilfsgerüsten stabilisiert. Alle Segmente bestanden aus den Stützen der jeweiligen Ebene und den daran montierten Treppen. Das oberste Segment umfasste zudem die mittlere und obere Plattform, die Mastspitzen sowie die bereits angehängten Abspannseile. Beim sogenannten „Big Lift“ am 7. Mai 2018 wurden die Segmente aufeinandergesetzt. Hierzu hob ein 500-Tonnen-Autokran zunächst das oberste Segment auf das mittlere, das mit der unteren Plattform auf dem Boden stand. Nachdem diese beiden Segmente miteinander verbunden worden waren, wurde dieses 25 Meter hohe Doppelsegment vom Kran auf das unterste Segment gesetzt, das als einziges der Segmente bereits am endgültigen Standort montiert worden war. Einschließlich der Hilfskonstruktionen hatte der Kran hierbei eine Last von 100 Tonnen zu halten. Erst als die Abspannseile eingehängt und abgespannt waren, stand der Turm selbst. Vorteilhaft bei diesem Vorgehen war zum einen, dass ein Großteil der Montagearbeiten vergleichsweise bodennah ausgeführt werden konnte und zum anderen, dass keine aufwendige Hilfskonstruktion erforderlich war, um den Turm während der Bauphase zu stabilisieren.

### Sonstiges
Ein  auffälliges Designelement ist eine unterhalb der obersten Plattform aufgehängte 30 kg schwere Edelstahlkugel, in der sich Turmkonstruktion und umgebende Landschaft spiegeln. Die „Zeitkapsel“ wurde nach einer Idee des Nebringer Künstlers Lutz Ackermann gefertigt; in ihr wurden während des Richtfests Dokumente aus der Zeit des Turmbaus abgelegt.
Seit Dezember 2018 verfügt der Turm über eine Effektbeleuchtung, damit er nachts aus der Ferne wahrgenommen werden kann. Der Turm wird dabei nicht von unten angestrahlt, sondern an jeder der acht Mastspitzen ist jeweils ein fünf Meter langes LED-Band angebracht, was für eine dezente, Naturschutzbelange berücksichtigende Beleuchtung sorgt. Der Strom hierzu wird über eine Photovoltaikanlage erzeugt und per Akku gespeichert. Zu Zeiten des Vogelzugs wird auf eine Beleuchtung verzichtet.

## Nutzung
Der Schönbuchturm ist frei zugänglich. Bestiegen werden darf er von Sonnenaufgang bis zum Einbruch der Dunkelheit. Von den Parkplätzen am Naturfreundehaus und am Waldfriedhof ist er in etwa fünf Minuten zu erreichen. Vom Bahnhof Herrenberg gibt es zudem eine Busverbindung zum Waldfriedhof.

## Rezeption
Versprochen hatte man sich, dass der Turm sich zu einem touristischen Anziehungspunkt der Region entwickeln würde. Um den Turm als Ausflugsziel für Familien attraktiv zu machen, hatte man darauf verzichtet, Eintritt zu erheben. Nicht zuletzt wegen der großen Spendenbereitschaft war bereits während der Bauphase zu erkennen, dass die Resonanz des Turmprojekts in der Region sehr positiv war. Für die ersten drei Monate nach Eröffnung wurde die Zahl der Besucher auf 90.000 geschätzt, was die Erwartungen deutlich übertraf.
Viel gelobt wird die filigrane, funktionale Architektur. Verglichen wurde sie mit den Schöpfungen von Richard Buckminster Fuller, die „Zerlegung eines Raumtragwerks in schlanke Druckstäbe und dünne, aber unter hoher Spannung stehende Zugseile“ erinnere an diesen bekannten amerikanischen Architekten.
Der am meisten geäußerte Kritikpunkt ist, dass der Turm für Rollstuhlfahrer nicht zugänglich ist. Dass für den Turm für die fehlende Barrierefreiheit eine Ausnahmegenehmigung erteilt wurde, wird mit dem zu hohen finanziellen Aufwand begründet. Seit Anfang 2019 ist ein barrierefreier Zugang auf den Stellberg zum Turm ausgeschildert.

## Bilder

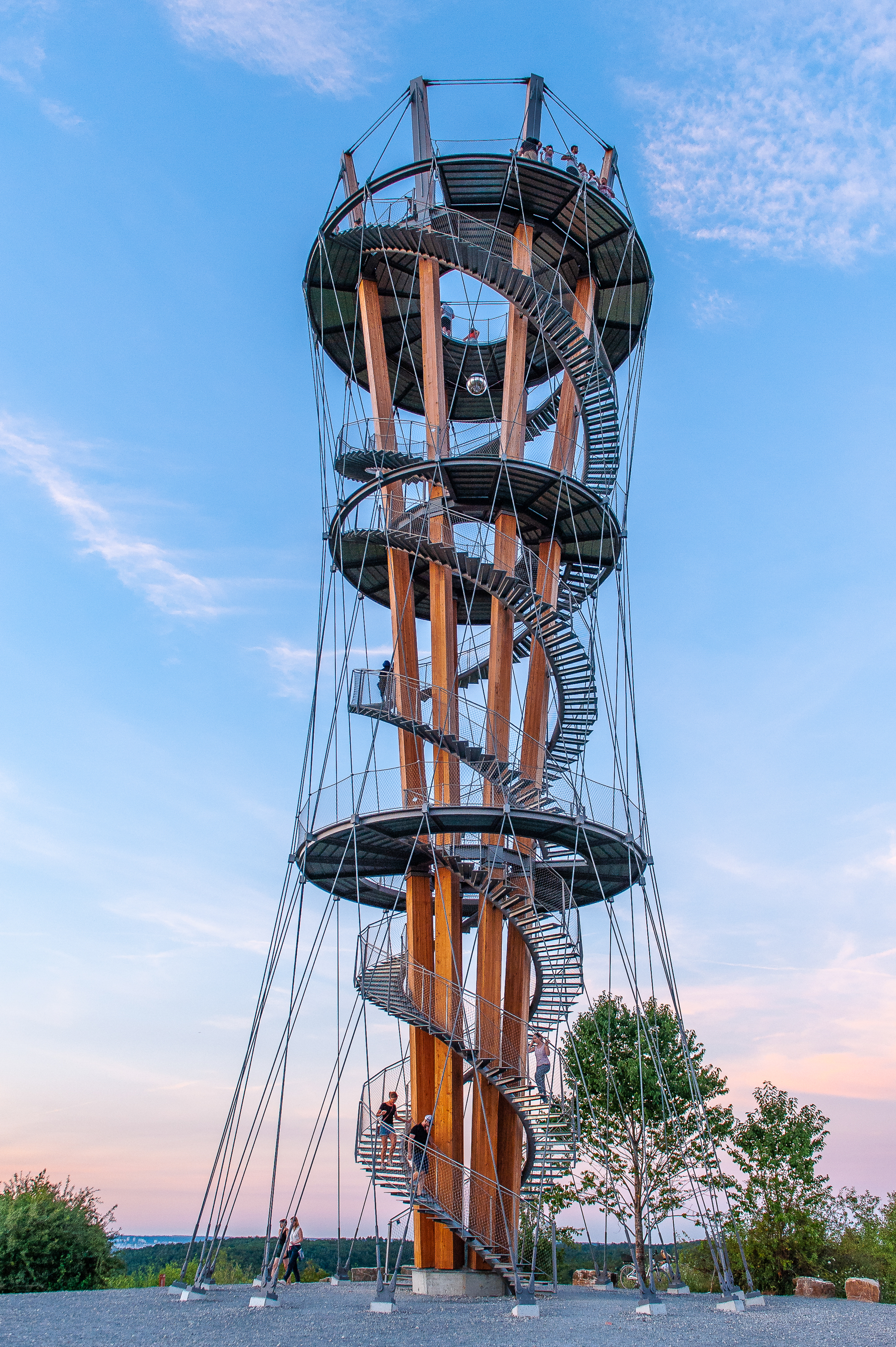
Nahaufnahme
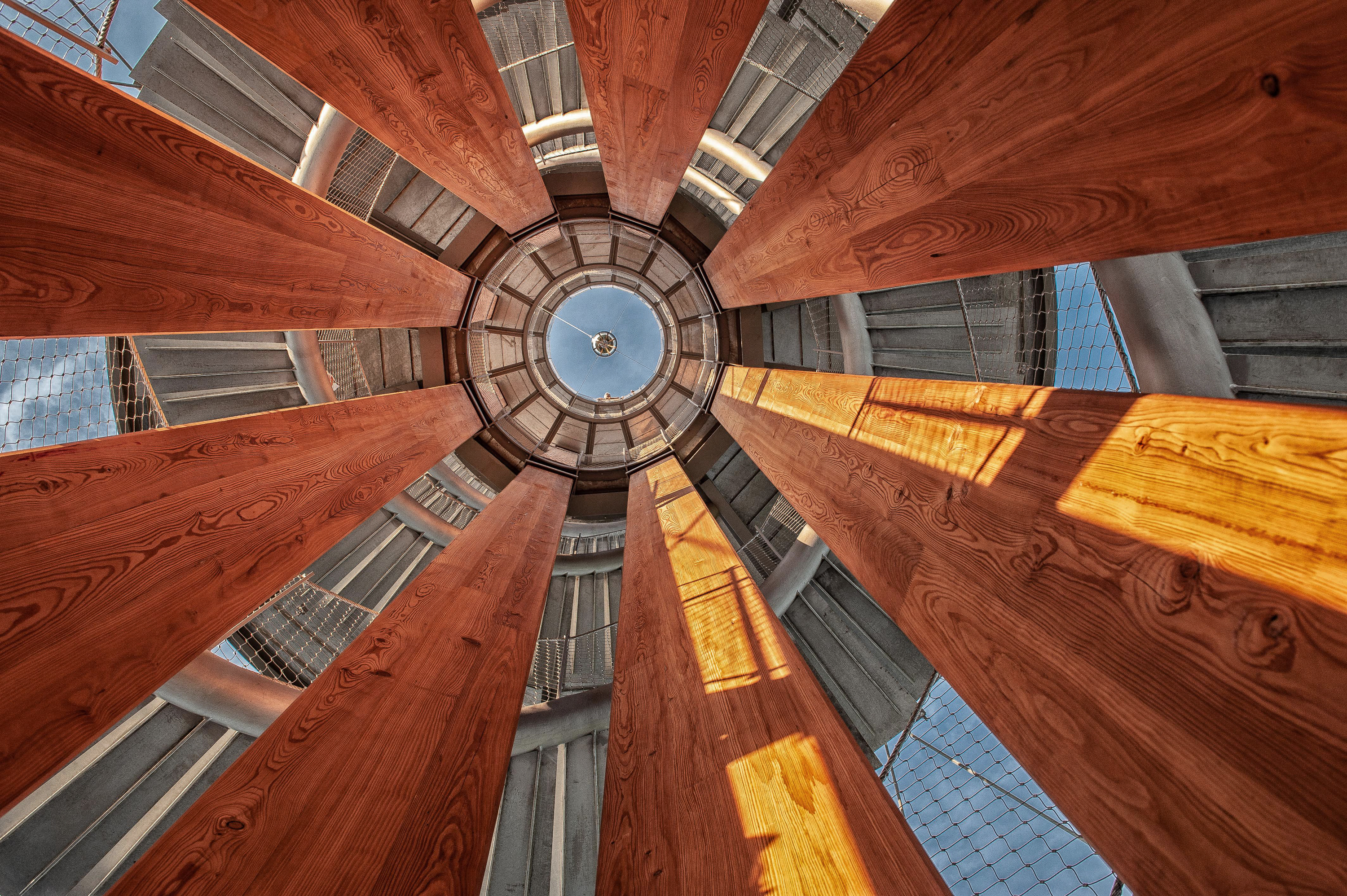
Innenkonstruktion
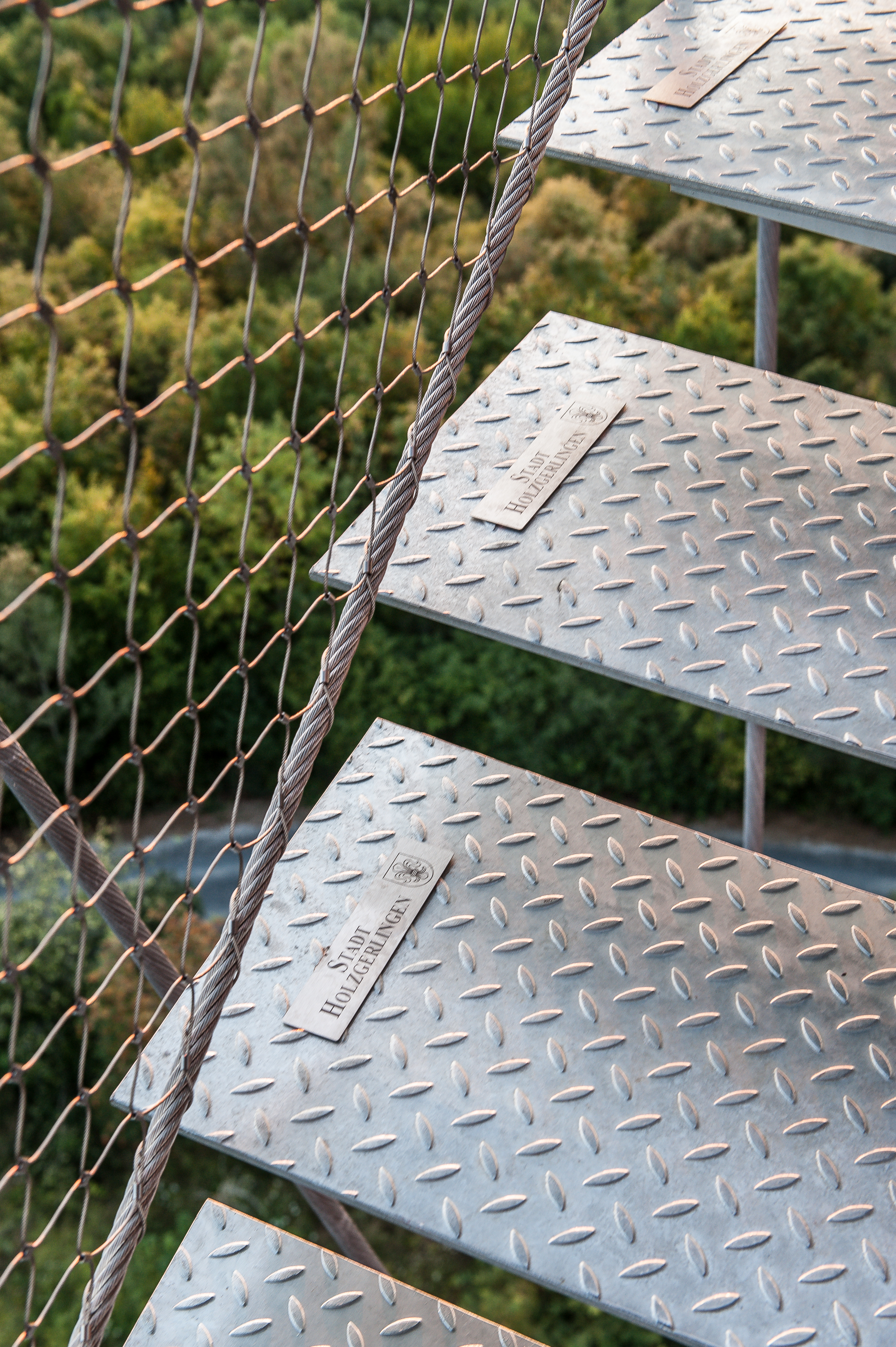
Stufen mit Stifterplaketten
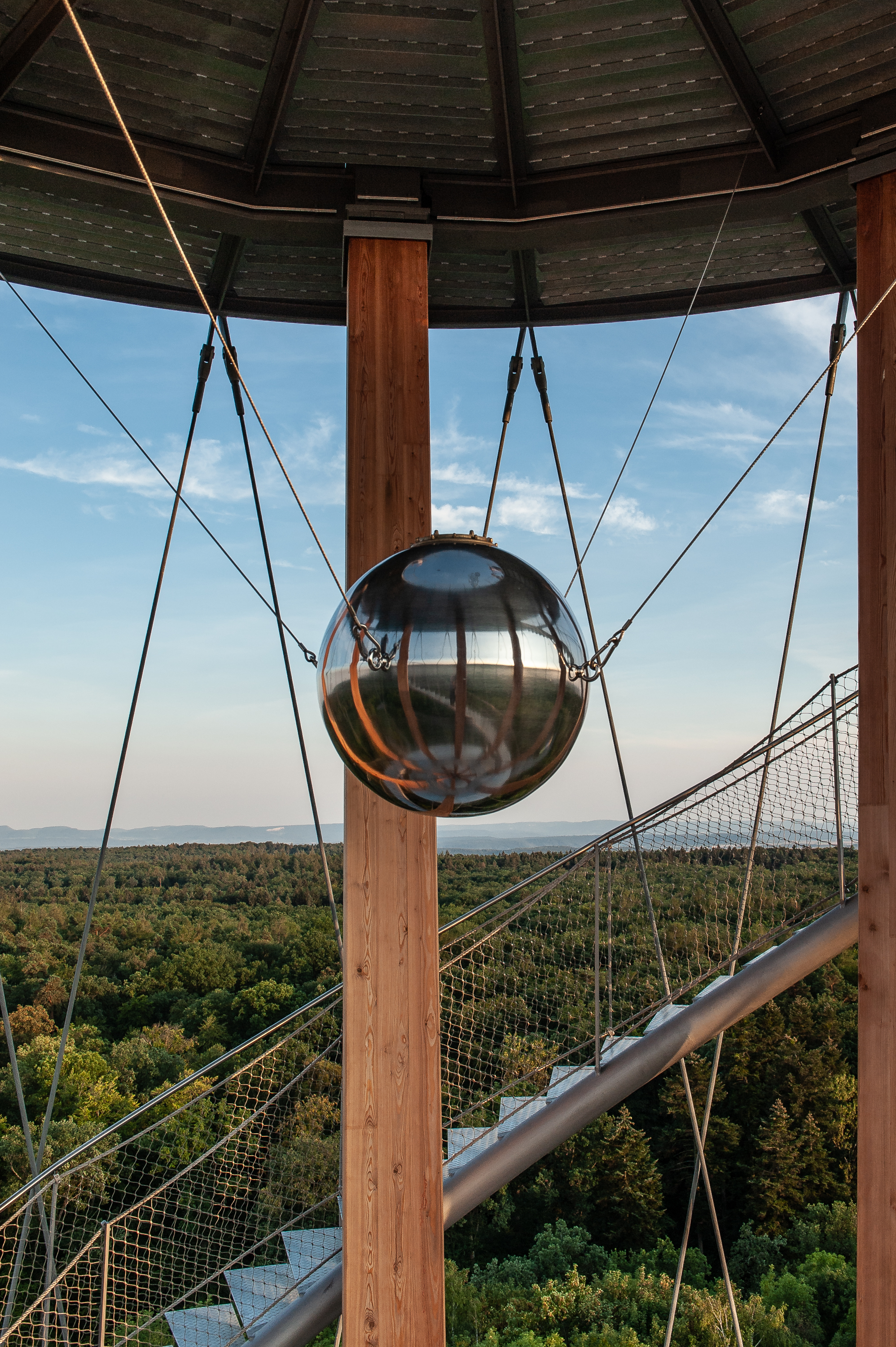
Zeitkapsel
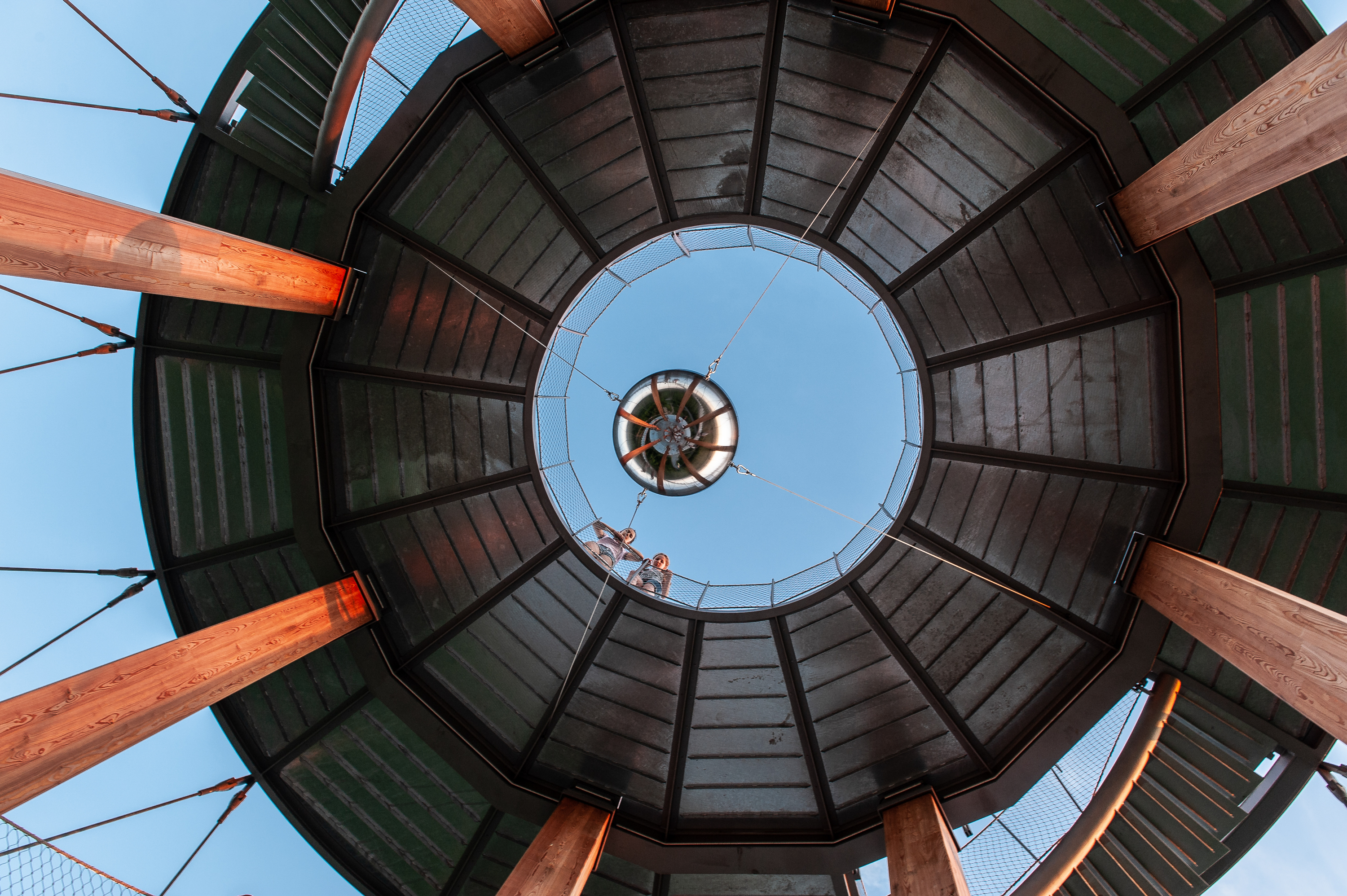
Oberste Plattform